# Saint-Germain-le-Vieux
Saint-Germain-le-Vieux – miejscowość i gmina we Francji, w regionie Normandia, w departamencie Orne.
Według danych na rok 1990 gminę zamieszkiwało 59 osób, a gęstość zaludnienia wynosiła 19 osób/km² (wśród 1815 gmin Dolnej Normandii Saint-Germain-le-Vieux plasuje się na 827. miejscu pod względem liczby ludności, natomiast pod względem powierzchni na miejscu 1032.).